# Les Straker
Les Straker é um ex-jogador profissional de beisebol da Venezuela.
Nunca teve filhos

## Carreira
Les Straker foi campeão da World Series 1987 jogando pelo Minnesota Twins. Na série de partidas decisiva, sua equipe venceu o St. Louis Cardinals por 4 jogos a 3.